# Главы Одессы

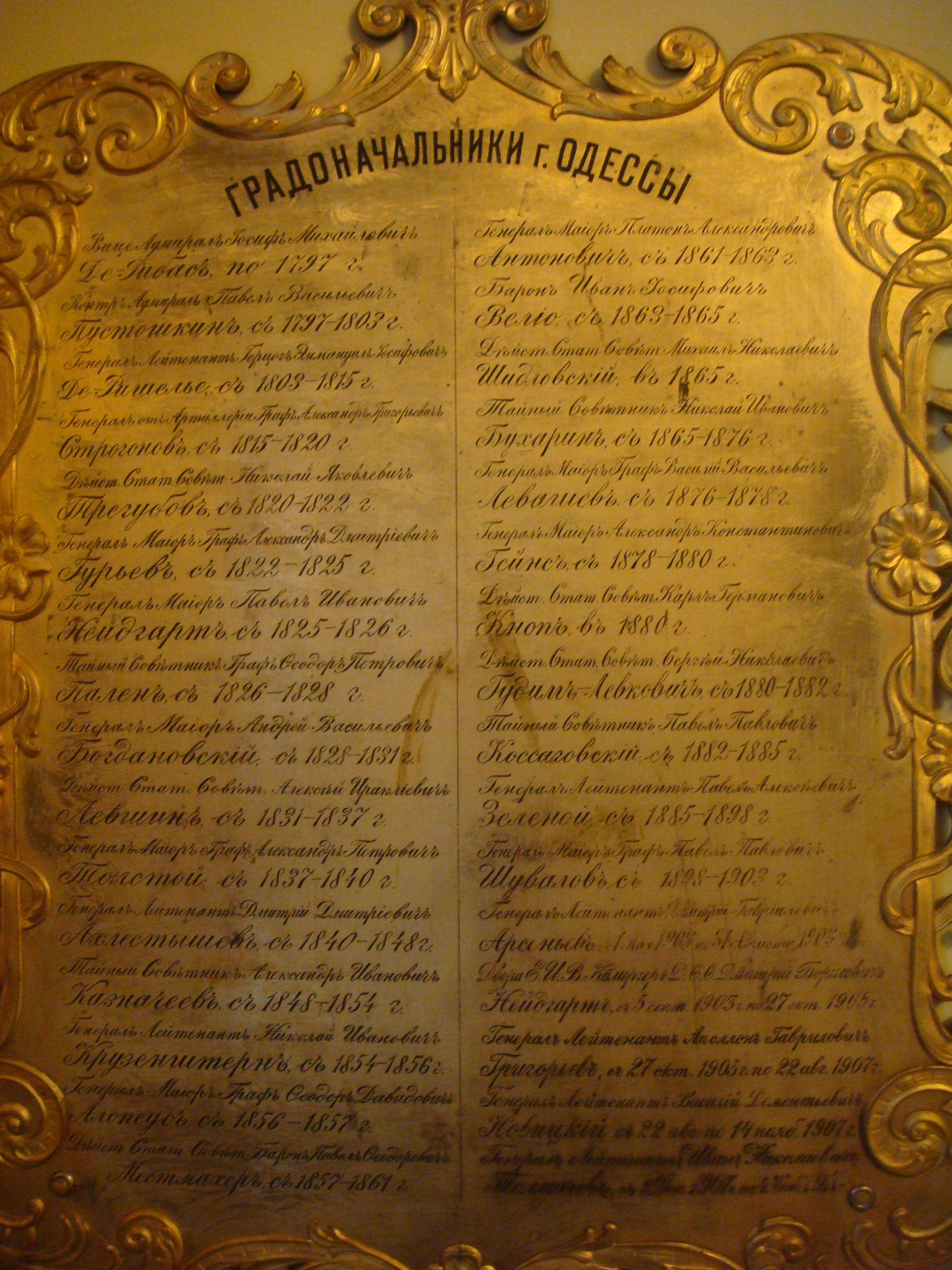
Бронзовая табличка с именами и датами правления всех Одесских градоначальников вплоть до начала Первой Мировой войны. Выставлена в экспозиции Одесского историко-краеведческого музея

Главы Одессы — руководители города Одесса, за период её существования.
Здесь представлена информация по всем градоначальникам, председателям, городским головам за более чем 200-летнюю историю города. Одесские градоначальники ведали дела, касающиеся местной полиции, торговли и судоходства. В состав управления соответствующих градоначальств входили канцелярия и чиновники особых поручений. С самого основания Одессы — южного «окна в Европу» России, город стал основным поставщиком зерна в государства и страны Западной Европы и Передней Азии. За период с 1795 года по 1814 год население города увеличилось в 15 раз и достигло почти 20 тысяч человек. И это несмотря на эпидемию чумы, унёсшую жизни каждого восьмого жителя города. К 1850 году Одесса — крупный промышленный центр со 100-тысячным населением. Февральская революция (переворот) 1917 года упразднила институт градоначальства, заменив градоначальников на комиссаров Временного правительства.

## Российская империя и республика — Украинская Народная Республика и держава — Белое движение

### Градоначальники
| Портрет | Имя                                                                                        | Срок                               | Характеристика |
| ------- | ------------------------------------------------------------------------------------------ | ---------------------------------- | --- |
|         | Иосиф де Рибас (1751—1800)                                                                 | 1794 — 1797                        | Основатель города, под его руководством проводилось строительство города и порта. Самые первые деревья в степной Одессе посадили братья Де-Рибас. Дерибас занимался строительством молодой Одессы: насадил по берегам Буга леса для нужд флота. Всегда его помощниками были 3 брата. В 1795 г. учредил «особый для российских купцов магистрат». |
|         | Павел Пустошкин (1749—1828)                                                                | 1797 — 1803                        | |
|         | Герцог де Ришельё (1766—1822)                                                              | 8 октября 1803 — 27 августа 1814   | Особым письмом к царю, герцог попросил разрешение постоянно находиться в Одессе. Таким образом, от личного усмотрения герцога зависело сделать Одессу административным центром Новоросии. Избирая Одессу, он показал, что успел оценить её значение, уже в первые годы своего пребывания. Указ 13 марта, соединявший в руках Ришельё власть градоначальника с властью над целым краем, был для Одессы новой эрой. Прилагая одинаковые старания к развитию производительных сил всей Новороссии, герцог привлекал в город новых переселенцев, которые приносили с собой самые разнообразные занятия. Сам Ришельё в мемуарах, написанных им в 1813 году, говорит, что Одесса и Новороссия за очень короткое время сделали такие успехи, как ни одна страна. Из городов Новороссии, по его словам, самый значительный — Одесса. Он занимался торговыми отношениями города, при этом не упускал из виду других сторон жизни нашего города. В городе были открыты гимназии с тремя отделениями и «благородные институты» для детей дворян. Благодаря стараниям Ришельё в городе начинают строительство церквей, возобновлены по постройке собора, в 1804 году был построен театр. Подаренный братом Де-Рибаса — Феликсом Де-Рибасом сад на Дерибасовской улице в 1811 году осветился 200 фонарями. В 1814 году открыта городская типография. Герцог Ришельё, лично обратившийся в Париже к Александру I с просьбой разрешить преобразование Одесского Благородного института в лицей. |
|         | Томас Кобле (1761—1833) (в.о.)                                                             | 26 сентября 1814 — 31 декабря 1815 | В 1792 году за успешное завершение Турецкой кампании и отменную службу Екатериной II Фоме (Томасу) Кобле были пожалованы земли (12 десятин) на левом берегу Тилигульского лимана, в честь которого и по сей день и названо село Коблево в Николаевской области. Также в честь градоначальника названа улица Коблевская в центре Одессы. |
|         | Граф Александр Ланжерон (1763—1831)                                                        | 1 января 1816 — 22 мая 1820        | Граф воплотил в жизнь ряд важных начинаний, сделанных ранее Ришельё, одним из которых было введение порто-франко. При нём же появилась и первая городская газета — «Мессаже де ля Руси меридиональ», было открыто заведение минеральных вод в городском саду, разбит ботанический сад, сыгравший огромную роль в озеленении как собственно Одессы, так и всего края. К числу наиболее значительных деяний Ланжерона в Одессе, без сомнения, можно отнести открытие в 1817 Ришельевского лицея, второго в России после Царскосельского. Правда, эту честь с ним по праву разделил тот же герцог Ришельё, лично обратившийся в Париже к Александру I с просьбой разрешить преобразование Одесского Благородного института в лицей. |
|         | Николай Трегубов (1756—1845)                                                               | 22 мая 1820—1822                   | Как известно, до 1819 года Общая Дума практически не существовала, вопрос о возобновлении этой Думы в Одессе поднят был самими гражданами, и в ноябре 1820, по предписанию Трегубова, проходили «выборы со всех сословий, как то: от купечества, цеховых, мещан, иногородних и иностранных торговцев депутатов для составления Общей думы». Состав Думы на тот момент: от двух купеческих гильдий по восемь депутатов; третья купеческая гильдия, иногородние и иностранные торговцы, и мещане — по девять; ремесленники — три депутата. После этой Общей думы избирали ещё и вторую, но эта дума была уже последней. |
|         | Граф Александр Гурьев (1785—1865)                                                          | 1822 — 1825                        | Возглавлял комитет по установки памятнику герцогу Де-Ришельё. Памятник был торжественно открыт 22 апреля 1826 года в присутствие бывших сподвижников герцога. Гурьеву принадлежала идея открытия училища садоводства в ботаническом саду, в 1825 году в саду началось строительство помещения училища, но его открыли только в 1844 году. |
|         | Павел Нейдгардт (1779—1850)                                                                | 1825—29 мая 1826                   | |
|         | Фёдор Пален (1780—1863)                                                                    | 29 мая 1826—1 января 1828          | С 29 мая 1826 по 1 января 1828 занимал должность Одесского градоначальника с поручением управлять Новороссийской и Бессарабской губерниями в отсутствие графа М. С. Воронцова. Дал разрешение на открытие в Одессе еврейского училища в 1826 году. |
|         | Андрей Богдановский (1780—1864)                                                            | 1 января 1828—1831                 | |
|         | Алексей Лёвшин (1798—1879)                                                                 | 1831 — 1837                        | Во время своего градоначальства вместе с Фёдором Паленом выделяет средства на реконструкцию и поддержание Дюковского сада, который любили одесситы из-за красоты деревьев и воспоминанием о герцоге Ришельё. |
|         | Граф Александр Толстой (1801—1873)                                                         | 1837 — 1840                        | Военный губернатор. |
|         | Дмитрий Ахлёстышев (1796—1875)                                                             | 1840 — 1848                        | Военный губернатор. В 1845 году распорядился о создании в Одессе «Обывательской книги», введенной положением 1785 г., подразделялась на 6 частей: в 1-ю вносились «настоящие городовые обывателей»; во 2-ю — купцы всех трех гильдий; в 3-ю — цеховые ремесленники; в 4-ю — иногородние и иностранные гости; в 5-ю — именитые граждане и в 6-ю — посадские. «Сочиняют» эту книгу Старосты и Депутаты, избираемые Городским обществом на 3 года. В 1847 году благодаря деятельности и заботам Ахлестышева и его супруги, на средства одесского купечества основан был Александровский детский приют. |
|         | Александр Казначеев (1788—1880)                                                            | 4 декабря 1848—1854                | |
|         | Николай Крузенштерн (1802—1881)                                                            | 1854 — 1856                        | Отто Леонард (Николай) фон Крузенштерн родился в Ревеле 16 августа 1802 года, через 9 дней как было принято решение о российском кругосветном плавании 1803—1806 гг. под командованием его отца — И. Ф. Крузенштерна. В 1821 году Отто самовольно бросил Институт инженеров путей сообщения по окончания III курса и вступил юнкером в лейб-гвардии уланский полк. Принимал участие в турецкой, польской и кавказской кампаниях, был флигель-адъютантом императора Николая I. В январе 1841 года Отто женился на русской девушке, фрейлине Елизавете Фёдоровне Акинфьевой. Губернатор Тульской губернии (1847—1850), 25 февраля 1852 года назначен орловским губернатором (1852—1854), присвоено звание генерал-лейтенанта. В 1854 года указом императора был назначен военным губернатором в Одессу. В истории Одессы, он известен, в первую очередь, как человек, возглавлявший оборону Одессы во время Крымской войны. 10 апреля 1854 года, 13 часов подряд, англо-французская эскадра бомбардировала Одессу, сильно повредив здания города и Воронцовский дворец, резиденцию губернатора. После боя Крузенштерн дал поручение освидетельствовать повреждения для определения убытков частных лиц. Через 20 дней союзная эскадра понесла под Одессой потерю, расценённую французским адмиралом Гамеленом как «национальное несчастье»: гордость тогдашнего английского флота — паровой фрегат «Тигр» сел на мель на рейде Одессы, а вечером того же дня был разбит береговыми батареями. Сенатор (1856), с 1866 года в отставке. Умер в 1881 году. Похоронен в своем имении в селе Завалино Владимирской губернии. |
|         | Граф Фёдор Алопеус (1810—1862)                                                             | 1856 — 1857                        | Заботился об Александровском сиротском приюте, благодаря его ходатайству 88 торговых лавок были устроены на площади старого базара и составили, вместе с местами, на которых они были сооружены, полную собственность приюта. Его жена также заботилась о сиротах, так в 1859 году при её содействии был приобретен дом для помещения приюта. Стараниями графини Алопеус приют был открыт в январе 1862 года для 100 детей. |
|         | Барон Павел Местмахер                                                                      | 1857 — 1861                        | Во Всеподданнейшем отчете за 1858 год, засвидетельствовал перед властью неудовлетворительность и несоответствие для Одессы существующего Городского общественного управления. За своё многолетнее пребывание в Одессе барон убедился, что «главным недостаток хозяйственного управления было отсутствие живого участия в нём жителей города». Затем 4 мая 1859 года Местмахер представил графу Строганову записку, которая заключала в себе те начала, на каких должен был быть изменён порядок общественного управления в Одессе. Строганов поддержал идею Местмахера, и предпринял перед правительством от имени Одессы ходатайство, которое нашло живой отклик в Петербурге. 6 июля 1859 года граф уведомил Местмахера, что Министерство внутренних дел одобряет его мысли, и предоставляет ему учредить и возглавить, особый Комитет для составления подробного проекта Положения. Главная заслуга барона в Одессе, заключается в его деятельности по преобразованию Городского общественного управления. |
|         | Платон Антонович (1811—1883)                                                               | 1861 — 1863                        | |
|         | Барон Иван Велио (1830—1899)                                                               | 1863 — 1865                        | |
|         | Михаил Шидловский                                                                          | 1865 — 1868                        | |
|         | Николай Бухарин                                                                            | 1868 — 1876                        | |
|         | Владимир Левашев                                                                           | 1876 — 1878                        | |
|         | Александр Гейнс (1833—1893)                                                                | 1878 — 1880                        | |
|         | Карл Кноп                                                                                  | 1880                               | |
|         | Сергей Гудим-Левкович (1840—1885)                                                          | 1880 — 1882                        | |
|         | Павел Косаговский (1832—1895)                                                              | 1882 — 1885                        | |
|         | Павел Зеленой (1833—1909)                                                                  | 1885—1898                          | |
|         | Граф Павел Шувалов (1859—1905)                                                             | 1898 — 1903                        | |
|         | Дмитрий Арсеньев (1840—1912)                                                               | 1 мая 1903 — 31 августа 1903       | |
|         | Дмитрий Нейдгарт (1861—1942)                                                               | 5 сентября 1903 — 27 октября 1905  | |
|         | Аполлон Григорьев                                                                          | 27 октября 1905 — 22 августа 1907  | |
|         | Василий Новицкий (1837—1907)                                                               | 22 августа 1907 — 14 ноября 1907   | |
|         | Иван Толмачев (1861—1932)                                                                  | 2 декабря 1907 — 4 ноября 1911     | 2 декабря 1907 по личному ходатайству Столыпина был назначен Одесским градоначальником. На этой должности покровительствовал право-монархическим организациям города, в частности Одесском отдела Союза Русского Народа. |
|         | Иван Сосновский (1868—1917)                                                                | 4 ноября 1911 — 11 января 1917     | |
|         | Николай Княжевич (1871—1950)                                                               | 11 января 1917 — октябрь 1917      | |
|         | Владимир Чеховский (1876—1937)                                                             | октябрь 1917 — ноябрь 1917         | Председатель Одесского городского военно-революционного комитета. |
|         | Владимир Юдовский (1880—1949)                                                              | ноябрь 1917 — декабрь 1917         | Председатель Одесского городского военно-революционного комитета. |
|         | Иван Липа (1865—1923)                                                                      | 1917 — 1918                        | 1-й комиссар Одессы от Центральной рады УНР. Организовал украинского издательства «Одесский литературный союз» и «Народное Знамя». |
|         | Владимир Мустафин (1867—1933)                                                              | 1918                               | 25 сентября 1918 Мустафин обратился к председателю Совета министров и начальника штаба гетмана: рассмотреть вопрос о возможности ликвидации открытого в городе российского консульства — с появлением которого «небывалые размеры приобрела большевистская агитация». 12 октября в Одессе прошла кампания по ликвидации большевистских организаций, большую роль в руководстве которыми играло консульство РСФСР. 14 октября в Одессе под управлением городского руководства ликвидировано российское консульство, сотрудникам консульства предложили немедленно, под охраной покинуть пределы Украины. |
|         | Николай Богданович                                                                         | 1918                               | |
|         | Владимир Францевич Модль (с 1915 года числился как Владимир Александрович Марков) (1871—?) | 1918 — 1919                        | |
|         | барон Михаил Иванович Штемпель (1870—?)                                                    | август 1919 — февраль 1920         | |
|         | Виктор Сокира-Яхонтов (1874—1938)                                                          | 6 февраля — 7 февраля 1920         | |

### Городские головы
| #  | Портрет | Имя                                              | Срок                            | Характеристика |
| -- | ------- | ------------------------------------------------ | ------------------------------- | --- |
| 1  |         | Андрей Железцов                                  | 1796—1797                       | Был в числе первых жителей города получивший 15 сентября 1794 года места № 59-60 в 8-м квартале Военного форштадта под застройку (нынешний угол Пушкинской и Дерибасовской). В ведомости купцам Новороссийской губернии за 1798 год значится, что "он ведет торг на 3000 рублей, в том числе — на 500 в России, торгует разными товарами с кредитом, однако у него «дому нет». Отсутствие домостроения в высшей степени странное обстоятельство, ибо при раздаче участков под застройку владельцев обязывали окончить сооружение здания в два года, а иначе участок отбирали и передавали другому хозяину. Вероятно, Железцов к этому времени разобрал старую постройку, а новую ещё не окончил. |
| 2  |         | Ларион Портнов (1749—1837)                       | 1797—1800                       | Из списка Одесского купечества за 1798 год известно: в Одессе было 51 купец, из них купцов 2-й гильдии 48, с капиталом максимум 5.100 рублей и минимумом 200 руб., большинство имело собственные каменные дома и лавки; торговали почти все на месте и вообще в России, и самыми разнообразными товарами. 16 мая 1801 года, в собрании созванных повесткой 227 одесских обывателей, произведены были, «под наблюдением для сохранения порядка» коменданта и полицмейстера Вердеревского, выборы должностных лиц в разные городские учреждения, в том числе и в «Общую городскую думу», городским головой избран был купец Ларион Федорович Портнов. |
| 3  |         | Иван Кафеджи (Кафаджи)                           | 1800—1803                       | Из источников известно, что «Одесская Городская Дума» при Кафеджи работала ежедневно и была хозяйственно-исполнительным учреждением. Население Одессы составляло 7964 человека. |
| 4  |         | Иван Мигунов                                     | 1803—1806                       | За его правление в 1804 году, по Указу императора от 19 февраля, в Одессе был учрежден специальный Строительный комитет, под председательством Дюка Де-Ришельё, в который входил и городской голова. Наиболее важные функции по хозяйству города перешли к этому комитету: «постройка домов для чиновников, ремонт городских строений, наем квартир для разных чиновников, ремонт дорог, контроль строительства». Таким образом, у Городской Думы забирали часть полномочий. |
| 5  |         | Иван Амвросий                                    | 1806—1809                       | В годы его первого правления Российская Империя воевала с Турцией из-за Дунайских княжеств, одесская торговля сильно пострадала, что, понятно, не могло не отразиться и на городском бюджете. В результате наблюдается дефицит бюджета, поэтому в 1807 году Одессе жалуют, наравне с другими городами, сбор четверти процента с капиталов купцов. Вообще городской бюджет находился в шатком состоянии, отличался неопределенностью, переменчивостью и случайностью. Необходимо было упорядочить его, и к этому делу и приступают, но делают это помимо Городской думы. Уже герцог Де-Ришельё создал особый комитет по контролю за расходами и доходами города, что позволило поправить ситуацию. |
| 6  |         | Иван Андросов                                    | 1809—1812                       | Торговал он «красным товаром своего произведения, на свой капитал и в кредит». Здесь надо уточнить, что речь, скорее всего, идёт о мануфактуре, ибо красным товаром в России именовались ещё и ювелирные изделия. |
| 7  |         | Семён Андросов                                   | 1812—1815                       | В 1816-1817 годах Андросов принимал участие в организации местного девичьего училища. |
| 8  |         | Яков Протасов                                    | 1815—1818                       | Он был первый кто предложил открыть девичья училище, его идею поддержал граф Ланжерон. Женское училище было открыто 12 марта 1817. Протасов пока был городским головой всячески помогал развиваться этому училищу, которое учило 100 девушек. |
| 9  |         | Дмитрий Инглези (1770—1846)                      | 1818—1821                       | Дмитрий Инглези владел патриархальным домом на Греческом базаре. |
| 10 |         | Иван Амвросий (Второй раз)                       | 1821-1824                       | |
| 11 |         | Филипп Лучич                                     | 1824—1827                       | |
| 12 |         | Иван Авчинников                                  | 1827—1830                       | В Одессе были Авчинниковские ряды — это были торговые (гостиные) ряды в виде одноэтажного здания, которые располагались на Александровском проспекте и составляли единый ансамбль с другими (Немецкими, Караимскими, или Протасовскими) рядами. Авчинников был попечителем городской больницы. |
| 13 |         | Филипп Лучич (Второй раз)                        | 1830-1833                       | |
| 14 |         | Илья Новиков                                     | 1833—1836                       | В 1806 году Новиков открывает в Одессе канатную фабрику. Также при руководстве городом герцога Де-Ришельё Новиков открывает торговый дом Новикова. |
| 15 |         | Павел Ростовцев                                  | 1836—1839                       | В годы руководства Ростовцева было тяжелое время для города, на прибывшей 22 сентября 1837 года, к Одесскому порту херсонской лодке «Самсон» обнаружились признаки чумной заразы, проникшей затем в карантин и проникшей скоро в предместья города: Новой-Слободке, Раскидайловке и Молдаванке. 22 октября город объявлен был неблагополучным и оцеплен в черте порто-франко. Деятельной помощи одесского населения, полезным мероприятиям властей, Одесса была обязана тем, что в половине ноября зараза значительно ослабла, а в начале декабря совсем прекратилась, унеся с собой сравнительно небольшое количество жертв и в редких случаях проникая из предместий в сам город. |
| 16 |         | Филипп Лучич (Третий раз)                        | 1839-1842                       | |
| 17 |         | Константин Папудов                               | 1842—1845                       | Он был одним из гигантов хлебного экспорта, которым Одесса промышляла многие десятилетия, снискав славу мирового экспортера зерна. Константин Фотьевич был в числе первых директоров Черноморского акционерного общества пароходов. |
| 18 |         | Яков Новиков                                     | 1845—1848                       | |
| 19 |         | Джеймс Кортацци                                  | 1848—1857                       | В первые годы его руководства город приобрел много выгод по торговле, обогатился новыми учебными и благотворительными заведениями, продолжал украшаться по внешности и прогрессировать в культурном отношении. В Одесском порту развивалась привозная торговля, за окончанием действия порто-франко (1849 год) испрошено было разрешение на продолжение его ещё на 5 лет, а деятельные работы по очищению и углублению Одесского порта сделали его более удобным для стоянки каботажных судов и пароходов, затруднявшихся входить в Порт вследствие его мелководья. Но вместе с тем в 1848 году Одессе пришлось пережить новое бедствие: холерная эпидемия свирепствовала в городе 3 месяца. Предохранительный от холеры комитет не переставал получать крупные пожертвования, благодаря которым в быстрые сроки удалось преодолеть болезнь. Успехи в развитии города были связаны с разумным руководством генерал-губернатора, градоначальника и городского головы Одессы. |
| 20 |         | Яков Гари                                        | 1857—1860                       | |
| 21 |         | Семён Яхненко                                    | 1860—1863                       | |
| 22 |         | Алексей Пашков                                   | 1863                            | |
| 23 |         | Семён Воронцов (1823—1882)                       | 23 декабря 1863—14 декабря 1867 | За время своего руководства городом Семен Михайлович сумел добиться для города подлинного самоуправления без постороннего вмешательства, и благоустроил Одессы. В 1867 году одесситы выбрали его на второй срок городским головой, но по неизвестным нам причинам он отказался. Воронцов был первым президентом Одесского общества изящных искусств, кроме того он оказывал значительную поддержку археологическим исследованиям под Одессой. |
| 24 |         | Николай Новосельский (1818—1898)                 | 15 декабря 1867—1872            | (подробнее…) |
| -  |         | Григорий Маразли (1831—1907) (и. о.)             | 1871—1872                       | (подробнее…) |
| 24 |         | Николай Новосельский (1818—1898) (Второй раз)    | 1872—1873                       | (подробнее…) |
| -  |         | Григорий Маразли (1831—1907) (и. о.)             | 1873                            | (подробнее…) |
| 24 |         | Николай Новосельский (1818—1898) (Третий раз)    | 1873—1875                       | (подробнее…) |
| -  |         | Григорий Маразли (1831—1907) (и. о.)             | 1875                            | (подробнее…) |
| 24 |         | Николай Новосельский (1818—1898) (Четвёртый раз) | 1875—17 июля 1878               | (подробнее…) |
| 25 |         | Григорий Маразли (1831—1907)                     | 21 октября 1878-1896            | Григорий Маразли занимал должность городского головы дольше всех (17 лет). Впервые в России в Одессе во время руководства Маразли построено: конную железную дорогу (1881), закладка и строительство здания Городского театра и Павловской здания дешевых квартир (на средства, пожертвованные П. З. Ямчитским), открыты школы садоводства на его собственной даче (где на его средства была построена домовая церковь в одном из зданий), новый ночлежный приют и две столовые возле Старого христианского кладбища (для строительства которых было предоставлено 30 тыс. рублей), открыт бюст Александру Пушкину и памятник-колонна императору Александру II, построен комплекс лечебного учреждения на Куяльницком лимане (где на его средства был построен барак для бедных больных и церковь), здание приюта для отбывших наказание, открыт приют для детей-сирот, психиатрическое отделение городской больницы, линия парового трамвая на Хаджибейский лиман, городские скотобойни, поля орошения, детский городской сад с бесплатными играми и гимнастикой, химическая лаборатория для исследования продуктов питания под руководством профессора А. Вериго, открыты так называемые «крытые рынки» (ныне рынок «Новый Базар»), введено электроосвещение и т. п. |
| -  |         | Валериан Лигин (1846—1900) (и. о.)               | 24 апреля 1895-декабрь 1896     | Когда Маразли подал прошение об отставке. Был избран думой 24 апреля 1895 городским головой Одессы «на дослужение срока избрания Маразли». Полномочия Лигина как городского головы истекли в декабре 1896 года, и в начале 1897 года он покинул этот пост. |
| 26 |         | Пётр Крыжановский                                | 20 февраля-3 декабря 1897       | За 8 месяцев его руководства городом, ему удалось наладить и поставить на прочную основу дело водоснабжения города, подготовленое работами особой комиссии о выкупе водопровода. Было у него и предложение о ходатайстве, о разрешении взимания денег с неисправных плательщиков административным порядком, которое встретило «всеобщее возмущение, как в Думе, так и в обществе». |
| 27 |         | Павел Зелёный (1839—1912)                        | 1897—1905                       | За время управления Павла Александровича одесская публичная библиотека (ныне Одесская национальная научная библиотека имени М. Горького) получила новое помещение на улице Пастера, где и находится до сих пор. В январе 1905 внес на обсуждение городской Думы вынес доклад, в котором настаивал на отмене царских циркуляров, запрещавших преподавание на украинском языке и предусматривали недопущения украинских книг в библиотеки, на сборке отдельных пособий на украинском языке, на допущении малороссийских книг в школьные и народные библиотеки. Он был среди тех, кто поддержал резолюцию земских и городских деятелей по вопросу об «украинизации школы». По инициативе Павла Александровича было выделено 500 рублей на сооружение памятника Т. Г. Шевченко в Одессе. Зелёный был одним из основателей в Одессе общества «Просвита». Он был членом его первого правления, избранного зимой 1906 года, поддерживал все мероприятия общества, помогал устраивать литературно-художественные вечера и чтения. |
| 28 |         | Семён Ярошенко (1847—1917)                       | 2 мая-11 мая 1905               | Многолетний ректор Одесского университета (1881—1890). Пробыл в должности городского головы всего восемь дней и отказался, заявив, что «изменились обстоятельства». |
| 29 |         | Пётр Крыжановский (Второй раз)                   | 20 мая-19 октября 1905          | 20 мая 1905 года городским головой был уже второй раз избран действительный статский советник Петр Адамович Крыжановский, но в связи с большими беспорядками в городе в 1905 году 19 октября Крыжановский слагает с себя должность городского головы, а 13 декабря отказывается от должности гласного Думы. |
| 30 |         | Василий Протопопов (1846—1914)                   | 1905—1909                       | |
| 31 |         | Николай Моисеев                                  | 1909—1913                       | Одесса постепенно выходила из финансового, торгового и духовного кризиса. Значительный подъём города проходил в время эпидемий чумы и холеры. В этом же году произошёл первый полёт на аэроплане и по городу проехал «электрический трамвай», который затем стал основным транспортом для одесситов. |
| 32 |         | Борис Пеликан (1861—1931)                        | 19 мая 1913—1917                | Русский монархист. Во время Первой мировой войны, будучи Одесским городским головой, Пеликан сыграл большую роль в формировании сербской добровольческой дивизии, за что был награждён орденом Святого Саввы. |
| -  |         | Михаил Брайкевич (1874—1940) (и. о.)             | 11 марта—23 августа 1917        | (подробнее…) |
| 33 |         | Василий Сухомлин (1874—1940)                     | 23 августа-конец сентября 1917  | Пробыл в должности около месяца. Но в сентябре 1917 года был назначен приказом министерства земледелия представителем министра на Северный Кавказ при Ставропольском земельном комитете. |
| 34 |         | Викентий Богуцкий                                | октябрь 1917 — май1918          | |
| 35 |         | Александр Санников (1866—1931)                   | май — август 1918               | |
| 36 |         | А. Ярошевич                                      | август — 17 декабря 1918        | 10 декабря 1918 года после двухмесячного перерыва приступила к работе городская Дума. На первое заседание Думы прибыл градоначальник и сообщил, что петлюровские части подходят к Одессе. Одессу защищать было некому и 11 декабря петлюровские части взяли под свой контроль Железнодорожный вокзал, куда начали прибывать подкрепления, и приблизились к порту. Наскоро сформированные части офицеров-добровольцев, подчиняющиеся Добровольческой армии под командованием Гришин-Алмазова при поддержке прибывших французских войск к 18 декабря выбили петлюровцев из Одессы. |
| 37 |         | Михаил Брайкевич (1874—1940)                     | 17 декабря 1918 — март 1919     | Многие годы добивался открытия политехнического института в Одессе, его открыли в 1918 году. |
| -  |         | Григорий Гольд (вр. и. о.)                       | март — апрель 1919              | |
| 38 |         | Ф. Болкун                                        | апрель — август 1919            | |
| 39 |         | Владимир Колобов (1869—1928)                     | 2 января—8 февраля 1920         | Перед самым захватом города большевиками 2 февраля 1920 года на заседании Думы рассматривались вопросы избрания больничной комиссии, установления новых ставок городским служащим и рабочим, а Колобов делал доклад о состоянии дел в городском театре. ВСЮР терпят поражение, в последний день было объявлено о принятии власти в Одессе войсками Директории, но с 8 февраля в городе установилась Советская власть. |

## Украинская Социалистическая Советская Республика

### Революционный комитет
| Председатели Одесского губернского революционного комитета 1920 |  |                                  |                            | |
| 1                                                               |  | Владимир Логинов (1897—1938)     | 9 февраля 1920 — июнь 1920 | 9 февраля 1920 года губком партии большевиков создал Одесский революционный комитет, который объявил о взятии под свой контроль всей власти в городе. Ревком объявил себя губернским органом, расширивший власть на всю территорию Одесской губернии. |
| 2                                                               |  | Павел Кин (1882—1943)            | февраль 1920 — июнь 1920   | Впоследствии стал народным комиссаром внутренних дел УССР. |
| 3                                                               |  | Александр Борчанинов (1884—1932) | июнь 1920 — август 1920    | Председатель Военно-революционного комитета. |

### Исполнительный комитет Совета рабочих и крестьянских депутатов
| Председатели Исполнительного комитета Одесского губернского Совета рабочих и крестьянских депутатов 1920 |  |                               |                          |                                                                                           |
| 1 |  | Иван Клименко (1891—1937)     | C 8 февраля 1920         | В августе 1919 уже был председателем Одесского губернского исполнительного комитета СРКД. |
| 2 |  | Александр Шумский (1890—1946) | 1920                     |                                                                                           |
| 3 |  | Яков Дробнис (1890—1937)      | 1920 — июль 1921         |                                                                                           |
| 4 |  | Василий Аверин (1885—1945)    | июль 1921 — декабрь 1922 |                                                                                           |

## СССР — Губернаторство Транснистрия — СССР
| Председатели Исполнительного комитета Одесского губернского совета 1923-1925 |  |                                  |                               | |
| 1                                                                            |  | Андрей Иванов (1888—1927)        | 1923—1925                     | После смерти его именем были названы улица в Одессе. Кроме того, приставку «им. А.Иванова» получил Русский драматический театр Одессы. Это название театр, несмотря на многочисленные попытки избавиться от приставки, носит до сих пор. |
| 2                                                                            |  | Иван Кудрин (1893—1937) (и. о.)  | 1925                          | |
| Председатели Исполнительного комитета Одесского окружного совета 1925-1930   |  |                                  |                               | |
| 1                                                                            |  | Алексей Трилисский (1892—1937)   | 1925 — 1927                   | Губернии ликвидируют, Одесса становится окружным центром, с этого времени все функции власти в городе и губернии были сосредоточены в окружном комитете партии. |
| 2                                                                            |  | Г.П. Алексеенко                  | 1925 — январь 1930            | В 1927-1929 гг. в Одессе проводится выселение из государственных домов бывших хозяев и людей, признанных «нетрудовыми элементами». Недостаток жилья в городе власть пыталась компенсировать новой кампанией по уплотнению квартиросъемщиков. Выход из жилищного кризиса власть видела в развитии жилищной кооперации — арендной и строительной. Рост жилищной кооперации шел за счет сокращения домов, которые были в подчинении городского совета, так и за счет полной ликвидации приватной аренды. Кооперативная аренда стала монопольной формой аренды жилищного фонда. В 30-е годы жилищно-арендная кооперация была ликвидирована и жилищный фонд снова передали в непосредственное подчинение коммунотделов горсоветов. В 1930 году построена школа фабрично-заводского обучения пищевиков. Также был построен новый корпус строительного института на месте сада бывшего института благородных девиц (архитектор Ф.Троупьянский). В эти годы город потихоньку развивался, открывались новые фабрики и заводы. |
| 3                                                                            |  | Михаил Горбань (?-1937)          | январь 1930 — 2 сентября 1930 | |
| Председатели Одесского городского совета 1931-1941                           |  |                                  |                               | |
| 1                                                                            |  | Иван Якимович (1890-1938)        | декабрь 1930 — март 1932      | В декабре 1932 года Советнарком СРСР, в связи с значением Одессы как большого индустриально-портового и курортного центра, утвердил включить его в список городов первой очереди реконструкции. В 30-е годы в Одессе было построено 400 домов и введено в эксплуатацию около 200 тысяч м² жилищной площади. Но это было очень мало по сравнению с масштабами градостроительства в больших промышленных центрах страны. С начала 1930-х годов начали строительство больших жилищных комплексов (ул. Пироговская, ул. Маразлиевская, на месте разрушенного большевиками Свято-Михайловского монастыря, Французский бульвар, 2-я станция Большого Фонтана). |
| 2                                                                            |  | Павел Чебукин (1895-1968)        | 1933—1934                     | В 30-е годы в Одессе проходили работы по реконструкции канализации и водообеспечения. Для удовлетворения потребностей городского хозяйства было построено асфальтобетонный завод. В 1933 году в Одессе было 29 клубов, что имели сугубо специфическую для тех лет производственную направленность: Дом милиции, Дом прессы, Дом санпросвещения, Клуб директоров и Клуб мукомолов, Дом учёных и Клуб госторговли и кооперации, Клуб польский и Дом еврейской культуры и др. |
| 3                                                                            |  | П.Д. Сорокин                     | 1934                          | В 1934 году Одесский Спасо-Преображенский собор был разрушен по указу властей. Также советская промышленность прекратила выпуск вагонов узкой колеи, и многие города, в том числе имеющие крупные трамвайные хозяйства, остались без возможности пополнения подвижного состава. Это заставило власти города пойти на дорогостоящую и ничем другим не обоснованную перешивку на широкую колею. В Одессе к концу года было перешито около 29 км путей по ул. Преображенской, Софиевской, Водопроводной и Люстдорфской дороге, а также построена однопутная линия в Ульяновку. В 1935 году были перешиты пути на Дальние Мельницы и достроена линия в Черноморку. |
| 4                                                                            |  | Иван Корчагин                    | 1934 — 1935                   | Был построен ряд корпусов высших учебных заведений: Технологического института им. М. Л. Ломоносова; Технологического института холодильной промышленности. По конкурсному проекту в 1938-1939 гг. была построена музыкальную школу им. П.Столярского. В эти же годы по проекту архитекторов А. Минкуса и М. Шаповаленко за Ивановским мостом был построен комплекс селекционно-генетического института. В 1937 г. построили здание научно-исследовательского института курортологии и бальнеологии. В 1939 году на Французском бульваре выросло здание института глазных болезней и тканевой терапии, где работал академик В. П. Филатов. В 1936 году в Центральном парке культуры и отдыха им. Т. Г. Шевченко были сооружены стадион (сейчас «Черноморец») и «Зеленый театр». В 1937 году построен новый железобетонный водовод Днестр-Одесса, построена новая насосная станция. Подача воды в город увеличилась в два раза в сравнении с дореволюционным временем. Город стремительно развивался.                 |
| 5                                                                            |  | Николай Букалов                  | 1935 — май 1937               | |
| 6                                                                            |  | Николай Рощенюк (1902—1937)      | май 1937 — июнь 1937          | |
| 7                                                                            |  | Александр Довбыш (1900—1937)     | 1937                          | |
| 8                                                                            |  | Иван Черница (1896—1977)         | июнь 1937—1938                | В июне 1937 года его выдвинули на должность председателя горсовета, вскоре после того, как был арестован Александр Довбыш. Это произошло без ведома директора завода: в это время Черница был в Москве – выехал решать рабочие вопросы в трест "Трактордеталь", и узнал о предначертанном карьерном росте по возвращении. Ивана Черницу задержали 4 августа 1938 года в Москве, куда он поехал в командировку,.НКВД пришли к нему вечером в комнату №417 гостиницы "Гранд Отель" на Охотном ряду с ордером на обыск и арест, подписанным лично Ежовым. |
| 9                                                                            |  | Борис Давиденко (1902—1981)      | 1940 — 1941                   | |
| Одесский городской голова (Губернаторство Транснистрия) 1941-1944            |  |                                  |                               | |
| 1                                                                            |  | Герман Пынтя (1894—1968)         | 1941—1944                     | В Одессе был создан развлекательный центр, состоявший из кинотеатра, ресторана и театра эстрады. Были переименованы улицы, содержащие советские названия. Появились гестапо и некоторые другие нацистские учреждения в городе. В городе были введены марки. Они обмениваются на рубли в отношении: одна марка за десять рублей. |
| Председатель исполнительного комитета Одесского городского совета 1945-1991  |  |                                  |                               | |
| 1                                                                            |  | Борис Давиденко (1902—1981)      | 1945—1947                     | |
| 2                                                                            |  | Александр Карпов                 | 1947—1948                     | |
| 3                                                                            |  | Александр Степаненко (1906—1975) | январь 1948—1955              | |
| 4                                                                            |  | Григорий Ладвищенко              | 1955—1960                     | |
| 5                                                                            |  | Александр Коваленко              | 1960—1962                     | |
| 6                                                                            |  | Павел Цюрупа (1927—2010)         | 1962 — апрель 1964            | В годы правления Цюрупы активно велось строительство нового жилья и газификация районов города, велась работа по обеспечению питьевой водой, берегоукреплению и озеленению улиц и морских склонов. |
| 7                                                                            |  | Лазарь Заярный                   | апрель 1964—1969              | |
| 7                                                                            |  | Владимир Шурко (1926—1995)       | 1969—1979                     | |
| 8                                                                            |  | Анатолий Малыхин (1938—1994)     | 1979—март 1983                | |
| 9                                                                            |  | Валентин Симоненко (род. 1940)   | март 1983—январь 1991         | |

## Независимая Украина
| Председатель Одесского городского совета и председатель исполнительного комитета Одесского городского совета 1991-1994 |  |                                         |                             | |
| 1 |  | Валентин Симоненко (род. 1940)          | январь 1991 — 24 марта 1992 | Занимался строительными и инфраструктурными проектами, в том числе завершением советским. Принял Генплан 1989 года, который предусматривал снос частного сектора |
| 2 |  | Леонид Чернега (род. 1944)              | 24 марта 1992 — июль 1994   | |
| Одесский городской голова (одновременно исполняет обязанности председателя Одесского городского совета) с 1994         |  |                                         |                             | |
| 1 |  | Эдуард Гурвиц (род. 1948)               | июль 1994—26 мая 1998       | В год 200-летия Одессы постановлением горсовета большинству улиц центральной части города были возвращены дореволюционные исторические названия. Общественный транспорт был бесплатным для всех слоёв населения. |
| - |  | Николай Белоблоцкий (род. 1943) (и. о.) | 26 мая 1998—август 1998     | Вице-премьер-министр Украины. Временно исполняющий обязанности городского головы. Назначен Указом Президента Украины Л. Кучмы в период избирательного кризиса в Одессе. |
| 2 |  | Руслан Боделан (1942—2025)              | август 1998—5 апреля 2005   | Наступил период относительной стабильности: занимались передачей городской земли в частные руки, город начал пополняться высотками, преобразился Горсад. |
| 3 |  | Эдуард Гурвиц (род. 1948) (Второй раз)  | 5 апреля 2005-6 ноября 2010 | Обширно ремонтировались дороги после зимы 2009—2010 года, было куплено для города 20 новых троллейбусов (российского производства). |
| 4 |  | Алексей Костусев (род. 1954)            | 6 ноября 2010-4 ноября 2013 | В 2010 году городским советом была принята «Программа сохранения и развития русского языка» (805 тыс. грн.), которая предусматривает возможность документооборота русском языке, перевод на русский язык фильмов в кинопрокате, средствах массовой информации и сферу образования. За время пребывания на посту в городе были установлены памятники русскому полководцу Александру Суворову, российскому военному Федору Радецкому, советском певцу Владимиру Высоцкому и восстановлен памятник российскому императору Александру II. 31 января 2011 года на сессии Одесского городского совета при принятии решения о недопустимости героизации Бандеры и Шухевича. 12 октября 2011 году был расторгнут договор на аренду помещения между собственником (Одесским областным советом) и одесским отделением Всеукраинского общества «Просвита», передано областной власти ещё летом 2010 года, за которое «Просвита» платила городу арендную плату в 1 гривну в месяц. «Просвита» была выселена с помощью судебных приставов. |
| - |  | Олег Брындак (род. 1973) (и. о.)        | 4 ноября 2013-27 мая 2014   | Секретарь Одесского городского совета с 6 ноября 2010 года. Временно исполняющий обязанности городского головы с 4 ноября 2013 до избрания нового городского головы. |
| 5 |  | Геннадий Труханов (род. 1965)           | С 27 мая 2014 года по н.в.  | С 2006 по 2012 депутат Одесского городского совета, а с 2012 — народный депутат Украины от Партии Регионов. Был фигурантом скандала с найденным у него российским паспортом. После оккупации Крыма и Донбасса Россией в 2014 г. Труханов создал политическую силу "Доверяй делам". |